# Пам'ятки Покровська
У місті Покровську Донецької області на обліку перебуває 23 пам'ятки історії та 7 пам'яток монументального мистецтва, але реально існує значно менше.

## Пам'ятки історії
| № пп | Охорон. номер | Найменування пам'ятки | Місцезнаходження пам'ятки                                     | Рік встановлення                   | Автор                                               | Рішення               |
| ---- | ------------- | --- | ------------------------------------------------------------- | ---------------------------------- | --------------------------------------------------- | --------------------- |
| 1.   | 428           | Братська могила борців за Радянську владу.                                                                                   | вул. Борового.                                                | 1957 р.                            | -                                                   | 17.12.1969 р. № 724   |
| 2.   | 448           | Пам'ятний знак на честь перебування українського композитора Леонтовича Миколи Дмитровича в м. Гришине (тепер м. Покровськ). | будинок залізничного вокзалу, праве крило.                    | 1993 р.                            | Скульптор: .ЛютийВС Архітектор: .Шеховцов В. М.     | 26.12.1995 р. № 138   |
| 3.   | 427           | Братська могила радянських воїнів Південно-Західного фронту.                                                                 | вул. Захисників України.                                      | 1960 р.                            | -                                                   | 17.12.1969 р. № 724   |
| 4.   | 434           | Братська могила радянських воїнів Південно-Західного фронту.                                                                 | вул. Калантай                                                 | 1960 р.                            | -                                                   | 5.09.1973 р. № 475    |
| 5.   | 426           | Братська могила партизанів громадянської війни, радянських воїнів і жертв фашизму.                                           | вул. Прокоф'єва.                                              | 1960 р.                            | -                                                   | 17.12.1969 р. № 724   |
| 6.   | 449           | Будинок, у якому знаходився підпільний райком КП України.                                                                    | вул. Прокоф'єва, 115.                                         | 1967 р.                            | -                                                   | 17.12.1969 р. № 724   |
| 7.   | 431           | Братська могила радянських воїнів і жертв фашизму.                                                                           | вул. Ольшанського.                                            | 1960 р.                            | -                                                   | 17.12.1969 р. № 724   |
| 8.   | 423           | Братська могила борців за Радянську владу, радянських воїнів та партизанів.                                                  | мікрорайон «Південний», біля будинку № 30.                    | 1995 р.                            | Скульптор: Горбань Е. Е. Архітектор: Кисельов І. О. | 21.06.2000 р. № 376   |
| 9.   | 433           | Братська могила радянських воїнів Південно-Західного фронту.                                                                 | сел.. Троянда                                                 | 1967 р.                            | -                                                   | 17.12.1969 р. № 724   |
| 10.  | 424           | Братська могила радянських воїнів Південно-Західного фронту.                                                                 | вул. Степана Бовкуна.                                         | 1954 р.                            | -                                                   | 17.12.1969 р. № 724   |
| 11.  | 420           | Місце революційних подій 1905 року.                                                                                          | Привокзальна площа.                                           | 1967 р. (дошка), 1900 р. (будинок) | -                                                   | 17.12.1969 р. № 724   |
| 12.  | 452           | Будинок, у якому працював ревком.                                                                                            | вул. Центральна, 120.                                         | 1967 р. (дошка), 1889 р. (будинок) | -                                                   | 17.12.1969 р. № 724   |
| 13.  | 453           | Будинок, у якому працювала повітова Надзвичайна Комісія.                                                                     | вул. Центральна, 127.                                         | 1967 р.                            | -                                                   | 17.12.1969 р. № 724   |
| 14.  | 451           | Будинок, у якому працював ревком, УКОМ КП України і УКОМ комсомолу.                                                          | вул. Центральна, 134.                                         | 1967 р. (дошка), 1876 р. (будинок) | -                                                   | 17.12.1969 р. № 724   |
| 15.  | 432           | Братська могила радянських воїнів Південно-Західного фронту.                                                                 | вул. Свободи, 81.                                             | 1969 р. рек..2006 р.               | -                                                   | 17.12.1969 р. № 724   |
| 16.  | 421           | Пам'ятник братам Суріним, революціонерам, борцям за Радянську владу.                                                         | вул. Василя Стуса.                                            | 1967 р.                            | -                                                   | 17.12.1969 р. № 724   |
| 17.  | 457           | Братська могила загиблих шахтобудівників.                                                                                    | с-ще динасового заводу, цвинтар.                              | 1959 р.                            | -                                                   | 26.12.1995 р. № 138   |
| 18.  | 3237          | Могила Вінника Павла Павловича, воїна-афганця, старшого лейтенанта.                                                          | центральний міський цвинтар.                                  | 1988 р.                            | -                                                   | 14.07.1993 р. № 419   |
| 19.  | 3238          | Могила Галкіна Сергія Олександровича, воїна-афганця, рядового .                                                              | центральний міський цвинтар, головна алея, ліворуч від входу. | 1985 р.                            | -                                                   | 14.07.1993 р. № 419   |
| 20.  | 425           | Братська могила радянських воїнів та підпільників.                                                                           | пл. Шибанкова, 10.                                            | 1966 р.                            | -                                                   | 17.12.1969 р. № 724   |
| 21.  | 2015          | Пам'ятник на честь революційних виступів гришинських залізничників.                                                          | вул. Шмідта.                                                  | 1981 р.                            | Скульптор: Пишний В. С. Архітектор: Шеховцов В. М.  | 19.04.1983 р. № 280 р |
| 22.  | 430           | Братська могила радянських воїнів Південно-Західного фронту.                                                                 | Родинська м/р, м. Родинське, вул. Кантемірова, 95.            | 1955 р.                            | -                                                   | 17.12.1969 р. № 724   |
| 23.  | 429           | Братська могила радянських воїнів і партизанів.                                                                              | Шевченківська сел./р, смт Шевченко, вул. Шкільна, 1.          | 1949 р. рек. 2000 р.               | -                                                   | 17.12.1969 р. № 724   |
|      |               | |                                                               |                                    |                                                     |                       |

## Пам'ятки монументального мистецтва
| № пп | Охорон. номер | Найменування пам'ятки                                      | Місцезнаходження пам'ятки                          | Рік встановлення | Автор                   | Рішення              |
| ---- | ------------- | ---------------------------------------------------------- | -------------------------------------------------- | ---------------- | ----------------------- | -------------------- |
| 1    | 2054          | Пам'ятник Москаленку К. С., двічі Герою Радянського Союзу. | просп. Миру.                                       | 1982 р.          | Скульптор: Сонін В. А.  | 19.04.1983 р. № 280р |
| 2    | 470           | Пам'ятник Т. Г. Шевченку.                                  | Шевченківська сел./р, смт Шевченко, вул. К.Цеткін. | 1955 р.          | Скульптор: Гонтар С. О. | 17.12.1969 р. № 724  |